# خع‌با
خَع‌با یکی از فرعون‌های دودمان سوم مصر باستان بود که گمان می‌رود در سال‌های پایانی این دودمان فرمانروایی می‌کرد. خع‌با جانشین سخم‌خت بود و احتمال می‌رود پسر او نیز بود. گمان بر این است که خع‌با دوره‌ای کوتاه چهار ساله میان سال‌های ۲۶۴۰ تا ۲۶۳۷ پ. م. را فرمانروایی می‌کرده است.

## دوران
نام خع‌با از فهرست پادشاهان تورین «پاک شده است». این شاید به معنای آن است که در هنگام این فرعون مشکلاتی بر سر تاج و تخت وجود داشته یا آنکه نویسندگان فهرست تورین نتوانسته‌اند نام خبا را از منابع در دسترسشان به خوبی تشخیص دهند. این احتمال نیز وجود دارد که خع‌با در واقع نام حوروسی واپسین فرعون دودمان سوم باشد و در اصل خع‌با و حونی یکی بوده باشند.
نام خع‌با، که بیشتر درون یک سرخ به تصویر کشیده می‌شود تا کارتوش، به شکل تصویری از خورشیدی در حال طلوع که خع صدا می‌دهد به همراه لک‌لکی که با خوانده می‌شود، به نمایش در آمده. برگردان نام او «روان بر پا می‌خیزد» معنا می‌دهد.